# Валовщина
Валовщина — деревня в Путиловском сельском поселении Кировского района Ленинградской области.

## История
На карте Санкт-Петербургской губернии 1792 года, А. М. Вильбрехта упоминается деревня Валовщина.
На карте Санкт-Петербургской губернии Ф. Ф. Шуберта 1834 года обозначена деревня Валовшина, состоящая из 35 крестьянских дворов.

ВАЛОВЩИНА — деревня принадлежит Ведомству гоф-интендантской конторы, число жителей по ревизии: 120 м. п., 135 ж. п. (1838 год)

Согласно карте профессора С. С. Куторги 1852 года деревня называлась Валовшина и состояла из 35 дворов.

ВАЛОВЩИНА — деревня Царскосельского дворцового правления, по почтовому тракту и просёлочной дороге, число дворов — 47, число душ — 149 м. п. (1856 год)

Число жителей деревни по X-ой ревизии 1857 года: 146 м. п., 142 ж. п..

ВАЛОВЩИНА — деревня владельческая при колодцах, число дворов — 58, число жителей: 147 м. п., 159 ж. п.; Часовня православная. (1862 год)

Крестьянин деревни Валовщина Фёдор Иванович Дорофеев купил в 1877 году у Е. В. Чулковой и М. Ф. Соколова участок земли площадью 84 десятины с усадьбою близ деревни Алексеевка.
Согласно подворной переписи 1882 года в деревне проживали 70 семей, число жителей: 199 м. п., 195 ж. п.; разряд крестьян — удельные. В том же году, товарищество крестьян деревни Валовщина купило у Н. П. Пыхачева, участок земли площадью 80 десятин при сельце Никольском, в том же году у вдовы майора Пыхачева купил 69 десятин земли при сельце Никольском крестьянин Ф. И. Дорофеев.
В 1884 году местный крестьянин Ф. И. Дорофеев купил ещё 205 десятин земли при деревне Валовщина.
Сборник Центрального статистического комитета описывал деревню так:

ВАЛОВЩИНА — деревня бывшая удельная, дворов — 60, жителей — 357. Часовня, лавка. (1885 год)

По данным 1889 года в хозяйстве у Ф. И. Дорофеева было 20 лошадей и 5 коров.
В конце XIX — начале XX века деревня административно относилась к Путиловской волости 1-го стана Шлиссельбургского уезда Санкт-Петербургской губернии.
По данным «Памятной книжки Санкт-Петербургской губернии» за 1905 год деревня называлась Валовщина.
С 1917 по 1923 год деревня Валовщина входила в состав Путиловской волости Шлиссельбургского уезда.
Согласно военно-топографической карте Петроградской и Новгородской губерний издания 1921 года деревня называлась Валовшина.
С 1923 года в составе Ленинградского уезда.
Согласно данным переписи населения СССР 1926 года в деревне Валовщина Валовщинского сельсовета Путиловской волости Ленинградского уезда проживали 493 человека — все русские.
С февраля 1927 года в составе Мгинской волости, с августа 1927 года в составе Мгинского района.
С 1928 года в составе Путиловского сельсовета.
По данным 1933 года деревня называлась называлась Воловщина и входила в состав Путиловского сельсовета Мгинского района.

План деревни Валовщина. 1941 год

Согласно топографической карте РККА 1941 года деревня насчитывала 120  дворов. В центре деревни находилась часовня.
С 1960 года в составе Волховского района.
В 1961 году население деревни Валовщина составляло 184 человека.
По данным 1966 и 1973 годов деревня Валовщина также находилась в подчинении Путиловского сельсовета Волховского района.
По данным 1990 года деревня Валовщина входил в состав Путиловского сельсовета Кировского района.
В 1997 году в деревне Валовщина Путиловской волости проживали 70 человек, в 2002 году — 107 человек (русские — 86 %).
В 2007 году в деревне Валовщина Путиловского СП — 111.

## География
Деревня расположена в северной части района на автодороге 41К-529 (подъезд к дер. Валовщина), к югу от центра поселения, села Путилово.
Расстояние до административного центра поселения — 3 км.
Расстояние до ближайшей железнодорожной платформы 75 км — 2,5 км.
К западу от деревни протекает река Рябиновка.

## Демография
| 1862 | 2007 | 2010 | 2017 |
| ---- | ---- | ---- | ---- |
| 306  | ↘111 | ↗133 | ↗150 |

## Улицы
Емельяновых, Новая, Новопутиловская, Путиловский переулок, Родионовых, Сусоровых.

## Садоводства
Привалово.